# إرنست بو
إرنست بو (بالإنجليزية: Ernest Beaux)‏، (ولد في 8 ديسمبر 1881 في موسكو وتوفي في 8 مايو 1961 في باريس) كان عطّار روسي فرنسي اشتُهر بتركيب شانيل رقم 5، وهو العطر الأكثر شهرة في العالم.

## الخلفية العائلية
وُلد إرنست بو في موسكو، وهو ابن إدوار إيبوليت بو وزوجته الثانية أوغستين ويلجيمينا ميسفيلد (1843–1906)، التي تنحدر من مدينة ليل في فرنسا. جاءت جدة إرنست بو، جين-كليوفيه بو، إلى روسيا في بداية أربعينيات القرن التاسع عشر. أنجبت جين-كليوفيه ابنها إدوار-إيبوليت من جان جوزيف ميسينجيه.
بدأ إدوار فرانسوا بو، الأخ غير الشقيق لإرنست بو من زوجة والده الأولى أديلاد فيورث، مسيرته المهنية موظفًا لدى بيت التجارة موسكو "موير وميريلز". التحق لاحقًا بشركة "أ. راليه وشركاه"، وارتقى ليصبح عضوًا في مجلس الإدارة ونائب المدير.

## المسيرة المهنية
وُلد إرنست بو في موسكو، روسيا، وكان شقيقه إدوار بو يعمل لدى شركة ألفونس راليه وشركاه، التي اعتُبرت آنذاك أبرز دار للعطور في روسيا والمزودة الرسمية لبلاط الإمبراطورية. في عام 1898، باعت شركة أ. راليه وشركاه، التي كانت تضم نحو 1500 موظف وتنتج 675 منتجًا، أعمالها إلى دار العطور الفرنسية شيريس في لا بوكا.
أكمل إرنست بو تعليمه الابتدائي في نفس العام، وبدأ فترة تدريب عملي بصفة فني مختبر في مصانع صابون راليه بين عامي 1898 و1900. بعد أداء الخدمة العسكرية الإلزامية لمدة عامين في فرنسا، عاد إلى موسكو في عام 1902 وبدأ تدريبه في مجال صناعة العطور تحت إشراف المدير الفني للشركة أ. لوميرسييه. أنهى تدريبه في عام 1907، وحصل على ترقية إلى منصب عطار أول، وانتُخب عضوًا في مجلس الإدارة.
في عام 1912، احتفلت روسيا بالذكرى المئوية لمعركة بورودينو، التي شكّلت نقطة تحول في طموحات نابليون داخل روسيا. أنشأ إرنست بو لهذا الاحتفال عطر "باكيه دي نابليون"، وهو ماء كولونيا زهري، لصالح راليه، وحقق نجاحًا تجاريًا كبيرًا.
في العام التالي، 1913، احتفلت روسيا بالذكرى الثلاثمئة لتأسيس أسرة رومانوف. واصل إرنست بو نجاحه عبر تصميم عطر جديد باسم "باكيه دي كاثرين"، تكريمًا للإمبراطورة كاثرين العظمى. لا ينبغي الخلط بين هذا العطر وعطر "باقة المفضلة للإمبراطورة" الذي أنتجته شركة بروكارد، المنافس الرئيسي لراليه في روسيا، والذي تحوّل لاحقًا إلى العطر السوفيتي "موسكو الحمراء".
لم يحقق "باكيه دي كاثرين" نجاحًا تجاريًا، ويرجح أن السبب يعود إلى أصول كاثرين العظمى الألمانية في وقت تصاعدت فيه التوترات بين روسيا وألمانيا قبل اندلاع الحرب العالمية الأولى عام 1914. رغم نشأته في روسيا، خدم إرنست بو في الجيش الفرنسي نظرًا لأصوله الفرنسية. امتدت فترة خدمته العسكرية حتى عام 1919، بعدما خاض القتال في صفوف المشاة ضد ألمانيا، ثم عمل ضابط استخبارات ومحققًا في معسكر أسرى تابع للحلفاء في شبه جزيرة كولا بمنطقة مورمانسك خلال الحرب الأهلية الروسية.
خلال فترة خدمته العسكرية، فر زملاؤه العطّارون في راليه إلى لا بوكا بفرنسا لمواصلة العمل مع شركة شيريس، بعد اندلاع الثورة البلشفية في روسيا. في عام 1918، عمل إرنست بو ضابط استخبارات مضادة في معسكر الاعتقال البريطاني-الفرنسي بجزيرة موديوغ، حيث تولى استجواب البلاشفة الذين أُسروا على يد قوات الجيش الأبيض وحلفائهم. بعد تسريحه من الخدمة العسكرية في عام 1919، استقر في باريس مع الحفاظ على علاقته بزملائه السابقين في راليه الذين انتقلوا إلى لا بوكا.

### عطر شانيل رقم 5
في عام 1912، تزوّج إرنست بو من إيريد دو شونايتش (1881–1961)، ورُزقا بابنهما إدوار (1913–1993) في العام التالي. خلال الحرب الأهلية الروسية، تمكنت إيريد من الفرار من روسيا عبر فنلندا برفقة طفلها الرضيع، ووصلت إلى فرنسا بعد رحلة بحرية خطيرة استغرقت شهرين، نشأت خلالها علاقة حب بينها وبين رجل آخر. انتهى زواج إرنست وإيريد بالطلاق، وتولى إرنست حضانة ابنهما، بينما انتقلت إيريد إلى نيس للعمل مع حبيبها. لاحقًا، تزوّج إرنست بو من إيفون جيرودون (1893–1980)، وأنجب منها ابنة تُدعى مادلين.